# پورتولا ولی (کالیفرنیا)
پورتولا ولی (به انگلیسی: Portola Valley) شهری در شهرستان سن ماتئو ایالت کالیفرنیا است که در سرشماری سال ۲۰۱۰ میلادی، ۴۳۵۳ نفر جمعیت داشته است.